# Стецюра, Николай Максимович
Николай Максимович Стецюра (25 ноября 1910, село Покровское — неизвестно) — председатель ордена Ленина колхоза имени Сталина Артёмовского района Сталинской области, Украинская ССР. Герой Социалистического Труда (1949).

## Биография
Родился в 1910 году в крестьянской семье в селе Покровское (сегодня — Бахмутский район). С раннего возраста трудился в сельском хозяйстве. С апреля 1934 года служил в Красной Армии. С августа 1941 года участвовал в Великой Отечественной войне. Воевал в составе 1268-го стрелкового полка 385-й стрелковой дивизии, затем — в составе 716-го стрелкового полка 157-й стрелковой дивизии. В сентябре 1942 года получил тяжёлое ранение. После излечения демобилизовался в июле 1943 года в звании лейтенанта.
В послевоенное время — председатель колхоза имени Сталина Артёмовского района с центральной усадьбой в селе Покровское Артёмовского района. Вывел колхоз в число передовых сельскохозяйственных предприятий Сталинской области. Колхоз ежегодно показывал высокие трудовые результаты, за что был награждён Орденом Ленина. В 1948 году колхоз сдал государству в среднем с каждого гектара по 32,2 центнера пшеницы с площади 150 гектаров.
Указом Президиума Верховного Совета СССР от 17 июня 1949 года удостоен звания Героя Социалистического Труда за «получение высоких урожаев пшеницы в 1948 году» с вручением ордена Ленина и золотой медали «Серп и Молот».
Этим же указом званием Героя Социалистического Труда была награждена колхозный агроном Евгения Тимофеевна Зиньковская.
Умер после апреля 1985 года.
Награды
- Герой Социалистического Труда
- Орден Ленина
- Орден Красной Звезды (06.11.1947)
- Орден Отечественной войны 1 степени (06.04.1985)